# Рабочий посёлок Лесогорск
 Не следует путать с Лесогорским городским поселением и Лесогорским муниципальным образованием.
Рабочий посёлок Лесогорск — городское поселение в составе Шатковского района Нижегородской области.
Административный центр — рабочий посёлок Лесогорск.

## История
Городское поселение рабочий посёлок Лесогорск образовано Законом Нижегородской области от 15 июня 2004 года № 60-З «О наделении муниципальных образований — городов, рабочих посёлков и сельсоветов Нижегородской области статусом городского, сельского поселения», установлены статус и границы муниципального образования.
Законом Нижегородской области от 11 августа 2009 года № 116-З муниципальные образования городское поселение рабочий посёлок Лесогорск, сельские поселения Ключищинский сельсовет и Понетаевский сельсовет объединены в городское поселение рабочий посёлок Лесогорск.

## Население
| 2002  | 2008  | 2009  | 2010  | 2011  | 2012  | 2013  |
| ----- | ----- | ----- | ----- | ----- | ----- | ----- |
| 2804  | ↘992  | ↘977  | ↗2563 | ↘2554 | ↘2524 | ↘2445 |
| 2014  | 2015  | 2016  | 2017  | 2018  | 2019  | 2020  |
| ↘2370 | ↘2317 | ↘2280 | ↘2257 | ↘2212 | ↘2174 | ↘2082 |
| 2021  |       |       |       |       |       |       |
| ↗2212 |       |       |       |       |       |       |

## Состав городского поселения
| №  | Населённый пункт                     | Тип населённого пункта                  | Население |
| -- | ------------------------------------ | --------------------------------------- | --------- |
| 1  | Кардавиль                            | село                                    | ↘106      |
| 2  | Кирманы                              | село                                    | →16       |
| 3  | Ключищи                              | село                                    | ↘203      |
| 4  | Корино                               | село                                    | ↘90       |
| 5  | Крутец                               | деревня                                 | ↘25       |
| 6  | Лесогорск                            | посёлок железнодорожной станции         | →0        |
| 7  | Лесогорск                            | рабочий посёлок, административный центр | ↗904      |
| 8  | Лесозавод                            | посёлок                                 | ↘44       |
| 9  | Понетаевка                           | село                                    | ↘1024     |
| 10 | Участка № 3 совхоза «Власть Советов» | посёлок                                 | ↘40       |